# Spoorlijn Klagshamn - Tygelsjö
De Spoorlijn Klagshamn - Tygelsjö was een spoorlijn van de voormalige spoorwegmaatschappij Västra Klagstorp - Tygelsjö Järnväg (afgekort: KTJ) in het zuidwesten van Zweden gelegen provincie  Skåne.

## Geschiedenis
Het traject van de KTJ werd op 26 oktober 1898 geopend. Het traject sloot in Tygelsjö aan op het Malmö - Trelleborgs Järnväg (MTJ) traject van Malmö naar Trelleborg.
Goederenvervoer was het belangrijkste vervoer op dit traject.
Dit heeft geleid tot de sluiting van het personenvervoer die plaatsvond op 15 mei 1927.
Vrachtverkeer was ook iets dat in de loop der jaren is gedaald. Hoofdzakelijk was dit te wijten aan meer en meer van de lading werd verstuurd via het zeevervoer. Tot en met 1936 werd de spoorweg het eigen personeel om het verkeer op de weg is, maar vanaf het begin van het jaar 1937 werd het personeel van de cementvervoer die reageerden op deze taak.
Van 15 mei 1935 daalde het vrachtverkeer, zodat de eerder geplande goederen treinen werden vervangen door goederentreinverkeer, als dat nodig is. Officieel eindigde de reguliere vrachtverkeer tot 1939. De enige resterende verkeer op het spoor na 1939 was bietentransport die eindigde in 1945.
Officieel werd het traject in 1963 gesloten.

## Bedrijfsvoering
In 1891 gingen de Malmö - Billesholms Järnväg (MBJ) en de Malmö - Trelleborgs Järnväg (MTJ) een samenwerkings overeengekomen onder de naam Malmö Järnväg (afgekort: MJ) voor het voeren van een gemeenschappelijke administratie.
De Malmö Järnväg (MJ) werd in 1891 opgericht als voortzetting van het samenwerkingsverband en de bedrijfsvoering uitvoerde bij de volgende onafhankelijke spoorwegonderneming:
- Malmö - Trelleborgs Järnväg (MTJ)
- Malmö - Billesholms Järnväg (MBJ)
- Trelleborg - Rydsgård Järnväg (TRJ)
- Malmö - Tomelilla Järnväg (MöToJ)
  - Malmö - Simmrischamn Järnväg (MSJ)
- Malmö - Kontinentens Järnväg (MKJ)
- Västra Klagstorp - Tygelsjö Järnväg (KTJ)
- Hvellinge - Skanör - Falsterbo Järnväg (HSFJ)

## Genationaliseerd
De (MBJ) werd in 1896 door de staat genationaliseerd en de bedrijfsvoering over gedragen aan de SJ.
De (MKJ) werd in 1906 door de staat genationaliseerd en de bedrijfsvoering over gedragen aan de SJ.
Het samenwerkingsverband en de overige ondernemingen werden op 1 juli 1943 door de staat genationaliseerd en de bedrijfsvoering over gedragen aan de SJ.

## Bron
- Historiskt om Svenska Järnvägar
- Jarnvag.net